# Jorge Guagua
Jorge Daniel Guagua Tamayo, né le 28 septembre 1981 à Esmeraldas, est un ancien footballeur équatorien. Il jouait au poste de défenseur avec l'équipe d'Équateur.

## Carrière

### En club
- 1999-2006 : El Nacional -  Équateur
- 2006-2007 : Colón de Santa Fe -  Argentine
- 2007-2008 : Emelec -  Équateur
- 2008-jan. 2009 : Barcelona Sporting Club -  Équateur
- jan. 2009-déc. 2009 : El Nacional -  Équateur
- jan. 2010-déc. 2011 : LDU Quito -  Équateur
- depuis déc. 2011 : CF Atlante -  Mexique
  - depuis déc. 2012 : Deportivo Quito -  Équateur

### En équipe nationale
Il a joué avec l'équipe d'Équateur des moins de 20 ans lors du championnat du monde en 2001. La même année, il a eu sa première cape et a participé à la Copa América.
Guagua participe à la Coupe du monde 2006 puis à la Coupe du monde 2014 avec l'équipe d'Équateur.

## Palmarès
- Champion d'Équateur en 2005
- 34 sélections en équipe nationale (2 buts)